# Claude Maugé
Claude Maugé (1946) è un giornalista francese.
È molto conosciuto nel campo dell'ufologia.

## Biografia
Dopo avere conseguito la laurea in fisica, Maugé è diventato insegnante di fisica e matematica in un liceo. Successivamente ha conseguito la laurea in psicologia ed ha cominciato a scrivere articoli per varie riviste.
Nel 1974 ha cominciato ad interessarsi di ufologia, diventando un sostenitore dell'ipotesi extraterrestre. Nel 1982 si è accostato all'ipotesi psicosociale sugli UFO, diventando un esponente di primo piano della teoria. In seguito alla sua preparazione sia in campo scientifico che psicologico, Maugé ha cominciato ad effettuare un'elaborazione originale della teoria, sviluppando la cosiddetta "ipotesi composita riduzionista sugli UFO" (HCR). Nel 2004 ha proposto di modificare la definizione di "ipotesi psicosociale sugli UFO" utilizzando al suo posto quella di "teoria riduzionista composita sugli UFO", che a suo dire è più completa perché si propone di ricondurre molti casi ufologici ad un insieme composito di cause convenzionali, in alternativa all'ipotesi extraterrestre e all'ipotesi parafisica.

## Pubblicazioni principali

### Articoli
- OVNI-OVI:Sur une certain état de la question, Inforespace, n. 63, 1983
- Questioning the Real Phenomenon, Magonia, n. 13, 1983
- Introduction à la théorie des contraintes tecnoniques de M. Persinger, Inforespace, n. 69, 1985
- Pocantico: peut mieux faire..., Anomalies, n. 5, mars 1999
- Le Rapport Sturrock et les preuves physiques des ovnis, Inforespace, n. 98, 1999
- Commentaire sur COMETA, Inforespace, n. 100, 2000
- Orthoteny: Lost cause or a redeemed one?, International UFO Reporter, 25, n. 3, autumn 2000

### Libri
- Partecipazione all'opera collettiva OVNI, vers une anthropologie d'un mythe contemporain, a cura di Thierry Pinvidic, Heimdal, parigi, 1993

## Teoria riduzionista composita sugli UFO
La teoria considera gli aspetti psicologici e sociali del fenomeno UFO e si sofferma sullo studio dei processi che trasformano uno stimolo sensoriale in un UFO.
Maugé distingue gli avvistamenti di UFO in 4 categorie:
- Pre-UFO: si tratta di qualsiasi osservazione che un testimone definisce UFO
- Quasi UFO: la definizione si riferisce a qualsiasi osservazione che rimane non spiegata dopo l'esame da parte di esperti competenti
- Falso UFO, che si può definire anche OVI (Oggetto Volante Identificato) oppure IFO (Identified Flying Object): si tratta di un pre-UFO che viene spiegato in termini convenzionali (mistificazioni, errori di interpretazione, ecc.)
- UFO vero e proprio: si tratta di un'osservazione (pre-UFO o quasi-UFO) che rimane inesplicata secondo le conoscenze scientifiche del momento.

Secondo Maugé, bisogna anzitutto verificare se un pre-UFO può essere spiegato in termini di mistificazione o mediante cause psicologiche. Queste ultime possono essere di due tipi: 
- semplici errori di interpretazione, come ad es. quando si scambia per UFO un pianeta luminoso
- processi psicologici più complessi, che si possono a loro volta distinguere in 4 categorie:

a) illusioni ottiche (ad es. quando si ha l'impressione che un satellite artificiale si muova nel cielo a zig-zag)
b) processi di proiezione psicologica, che possono essere a loro volta di due tipi: 
- proiezione con trasformazione (il testimone proietta sullo stimolo visivo le sue conoscenze più o meno consapevoli del fenomeno UFO, in modo da trasformare la sua percezione originaria)
- proiezione con elaborazione (il testimone arriva alla produzione di una storia completa)

c) esperienze effettuate in uno stato alterato di coscienza
d) esperienze psicopatologiche
Per una corretta comprensione dei fenomeni ufologici bisogna considerare anche i fattori socio-culturali, soprattutto il folklore e la fantascienza, che creano il terreno favorevole alle credenze negli UFO. Bisogna anche considerare la catena di trasmissione delle informazioni, che comprende i testimoni dell'avvistamento, gli ufologi, i mezzi di comunicazione e il pubblico: lungo questa catena, il racconto originario può subire deformazioni.
Per gli avvistamenti non riconducibili a mistificazioni e non spiegabili con fattori socio-psicologici, bisogna prendere in considerazione l'ipotesi che si possa trattare di fenomeni geofisici o atmosferici rari o poco conosciuti oppure di velivoli militari segreti.
In ogni caso, gli avvistamenti che rimangono non spiegabili (i cosiddetti UFO veri e propri) non vanno necessariamente spiegati come veicoli extraterrestri o fenomeni paranormali: può darsi infatti che in futuro, grazie al progresso delle conoscenze scientifiche o al miglioramento delle tecniche di indagine, anche tali casi potranno essere ricondotti a cause convenzionali.